# Скреч трка
Скреч трка (енгл. Scratch Race), такмичење је у бициклизму на писти у којем сви возачи стартују заједно, а побједник је возач који пређе први преко линије циља након одређеног броја кругова.
Према правилима Свјетске бициклистичке уније, трка треба да буде дужине око 15 km за мушкарце и 10 km за жене. Краће дистанце, као што су 10 km за мушкарце и 7,5 km за жене, обично се користе у квалификацијама. Вози се један неутрализовани круг прије почетка, а пуцњем из пиштоља означава се званични старт. Возачи који заостану за цијели круг, морају да напусте трку кад их достигне група. На трци нема пролазних поена или спринтева. Возачи често покушавају да се одвоје, да оду у бијег како би достигли групу за цијели круг. Група не може да буде искључена ако заостане круг иза возача који је напао, али тај возач не може да буде побијеђен од стране некога из групе, уколико не изгуби тај круг предности који је стекао.
Формат фаворизује спринтере са већом снагом и издржљивошћу.

## Свјетско првенство
Скреч трка је дио Свјетског првенства у бициклизму на писти од 2002. године, а одржавају се дисциплине за мушкарце и жене.
Франко Марвули, Алекс Расмусен и Јаухени Каралиок су освојили трку за мушкарце по двапут, док је Вим Стротинга освојила трку за жене три пута. Највише освојених медаља има Јумари Гонзалес, која је освојила двије златне и двије сребрне медаље.